# Víctor Manuel Sanabria Martínez
Víctor Manuel Sanabria Martínez (San Rafael, 17 de enero de 1898 - San José, 8 de junio de 1952) fue un presbítero costarricense, doctor en derecho canónico, obispo de Alajuela, vicario general de la Curia Metropolitana, canónigo teologal del Cabildo Metropolitano y II arzobispo de San José del 7 de marzo de 1940 hasta su muerte. 
Es una de las figuras emblemáticas de la historia de Costa Rica no solo por su labor eclesiástica, sino también por ser uno de los reformadores sociales de Costa Rica en la década de 1940, por su decidido apoyo al movimiento sindical del país, que culminó en la firma del artículo sobre las Garantías Sociales en la Constitución política de Costa Rica. Fue declarado Benemérito de la Patria en 1959.

## Biografía
Cursó sus estudios primarios en Cartago y viajó a realizar sus estudios secundarios en el Colegio Seminario en San José, ingresando luego al Seminario Mayor. En su formación cuenta con grandes profesores como el Padre Guillermo Hennicken, director espiritual con fama de santidad, el Padre Juan Koch y el P. Dr. José Ohlemüller, su profesor de Teología Dogmática. Obtuvo el doctorado en Derecho Canónico en Roma.
Su mérito más relevante fue su contribución y constante apoyo para que se lograra la promulgación de las Leyes Sociales de la República, incorporación a la Constitución Política del Capítulo de las Garantías Sociales, así como el Código de Trabajo y la Universidad de Costa Rica.

## Vida religiosa
En 1918, recibida la Orden Mayor del Subdiaconado, fue enviado a Roma por Monseñor Juan Gaspar Stork Werth. En esa ciudad, además de su ordenación de Diácono, fue ordenado Presbítero el 9 de octubre de 1921, pocos meses después de la consagración de Monseñor Rafael Castro Jiménez como primer Arzobispo de la Arquidiócesis de San José. Merced a su inteligencia obtuvo en Roma el doctorado en Derecho Canónico con calificación de "Suma cum Laude", habiendo cursado también estudios en Filosofía. Vuelve a Costa Rica y realiza algunos oficios pastorales, como coadjutor de la parroquia de San Nicolás de Tolentino, hoy Catedral de Cartago, y luego párroco de San Ignacio de Acosta. A los seis meses de ejercer ese oficio fue nombrado Canónigo del Cabildo Metropolitano, donde ocupó varios cargos como Administrador y Canciller de la Curia Metropolitana. 
En 1935 fue nombrado por Mons. Rafael Castro Jiménez vicario general de la Arquidiócesis de San José. 
El 12 de marzo de 1938 fue preconizado II obispo de la Diócesis de Alajuela y fue Consagrado el 25 de abril del mismo año. Apenas dos años después, tras la sentida muerte de Mons. Rafael Castro Jiménez, el 7 de marzo fue promovido a la Sede Arzobispal de San José, de la cual tomó posesión el 28 de abril de 1940, permaneciendo en el cargo hasta 1952.

## Logros
A su obra pertenecen elementos como el traslado del Seminario Central a su nuevo edificio en Paso Ancho, la creación del Seminario Menor, innumerables tareas en cuanto a obras sociales y de atención a los pobres, el impulso de la Acción Católica, la Fundación de “Radio Fides”, la protección de la educación católica, entre otras. Su mérito más relevante fue la contribución a la redacción y a su constante apoyo para que se lograra la promulgación de las Leyes Sociales de la República, incorporación a la Constitución Política del Capítulo de las Garantías Sociales, así como el Código del Trabajo. Monseñor Sanabria contribuyó eficazmente para que desde entonces el costarricense disfrutara de beneficios, tales como: vacaciones pagadas, seguro social, seguros de enfermedad, maternidad e invalidez, pago de cesantía y otras prestaciones laborales. A Sanabria además enfrentó la trágica conflagración nacional y la revolución de 1948. No obstante, acabado el proceso bélico, logró fundir en un solo pensamiento las ideas de la Junta Fundadora de la Segunda República y las de la Iglesia, de manera que el pueblo costarricense pudiera volver a la fraternidad que le había caracterizado.

## Profesión
Sanabria fue investigador en el campo de la historia, sobre todo de la Historia Eclesiástica Costarricense, los cuales incluían estudios genealógicos. Fue miembro de la Academia de Historia de Costa Rica, de la Academia de la Lengua, de la Academia Bolivariana, entre otras instituciones. Manejaba varios idiomas y ha sido considerado por algunas publicaciones entre los hombres universalmente notables. A pesar de todo era modesto y sencillo de vida.

## Fallecimiento
Monseñor Sanabria falleció, repentinamente, el 8 de junio de 1952 de un ataque cardíaco. Tenía apenas 53 años y llevaba catorce en el episcopado. 
El 19 de diciembre de 1959 fue declarado Benemérito de la Patria por la Asamblea Legislativa de Costa Rica.
En febrero del 2017 la jerarquía costarricense presentó su testimonio a la Congregación para las Causas de los Santos del Vaticano, para su debido proceso de beatificación.